# Vetalcohol

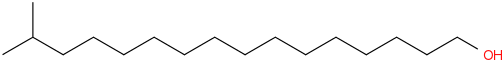
Structuur van een vetalcohol

Een vetalcohol is een alifatische alcohol.
Vetalcoholen worden uit plantaardige en dierlijke vetten en wassen gemaakt. Ze worden gebruikt als oplosmiddel of co-emulgator in bijvoorbeeld cosmetica.
Natuurlijke wassen zoals bijenwas bestaan voornamelijk uit esters van vetzuren en vetalcoholen.
Door de oleochemische industrie worden vetalcoholen gemaakt.
De tabel toont voorbeelden van vetalcoholen. De nomenclatuur komt overeen met die van de alkanen gevolgd door -ol voor de alcoholgroep. Vaak worden echter ook de triviale namen gebruikt (tussen haakjes).
| C-atoom : dubbele bindingen           | Naam                               | Brutoformule            |                         |                         |                         |                         |
| Verzadigde vetalcoholen               | Verzadigde vetalcoholen            | Verzadigde vetalcoholen | Verzadigde vetalcoholen | Verzadigde vetalcoholen | Verzadigde vetalcoholen | Verzadigde vetalcoholen |
| ------------------------------------- | ---------------------------------- | ----------------------- | ----------------------- | ----------------------- | ----------------------- | ----------------------- |
| 8:0                                   | Octaan-1-ol                        | C8H17OH                 |                         |                         |                         |                         |
| 10:0                                  | Decaan-1-ol                        | C10H21OH                |                         |                         |                         |                         |
| 12:0                                  | Dodecaan-1-ol (laurylalcohol)      | C12H25OH                |                         |                         |                         |                         |
| 14:0                                  | Tetradecaan-1-ol (myristylalcohol) | C14H29OH                |                         |                         |                         |                         |
| 16:0                                  | Hexadecaan-1-ol (cetylalcohol)     | C16H33OH                |                         |                         |                         |                         |
| 17:0                                  | Heptadecaan-1-ol                   | C17H35OH                |                         |                         |                         |                         |
| 18:0                                  | Octadecaan-1-ol (stearylalcohol)   | C18H37OH                |                         |                         |                         |                         |
| 20:0                                  | Eicosaan-1-ol                      | C20H41OH                |                         |                         |                         |                         |
| 22:0                                  | Docosaan-1-ol (behenylalkohol)     | C22H45OH                |                         |                         |                         |                         |
| Enkelvoudig onverzadigde vetalcoholen |                                    |                         |                         |                         |                         |                         |
| 16:1                                  | Z-hexadec-9-een-1-ol               | C16H31OH                |                         |                         |                         |                         |
| 18:1                                  | E-hexadec-9-een-1-ol               | C18H35OH                |                         |                         |                         |                         |
| 18:1                                  | E-octadec-9-een-1-ol               | C18H35OH                |                         |                         |                         |                         |
| 18:1                                  | Z-octadec-11-een-1-ol              | C18H35OH                |                         |                         |                         |                         |
| Meervoudig onverzadigde vetalcoholen  |                                    |                         |                         |                         |                         |                         |
| 18:3                                  | Octadecatrieen-1-ol                | C18H31OH                |                         |                         |                         |                         |